# Incendiário
Incendiary (bra/prt: Incendiário) é um filme britânico de 2008, dos gêneros suspense e drama romântico, escrito e dirigido por Sharon Maguire baseado no romance Incendiary, de Chris Cleave.